# 主角 (小说)
《主角》是作家陈彦的长篇小说，曾荣获2019年第十届茅盾文学奖。

## 故事梗概
《主角》讲述了秦腔艺人“忆秦娥”50多年的人数遭遇和心灵旅程，折射出秦腔从兴盛到衰落到革新的变化。

## 主要人物
- 忆秦娥，本名易招弟，是个放羊娃。因舅舅胡三元是县剧团的敲鼓手而进入剧团，凭借自己的努力最终成了“秦腔皇后”。
- 胡三元，“忆秦娥”的舅舅。县剧团的敲鼓手。
- 楚嘉禾，出身名门的秦腔艺人。